# イェリング

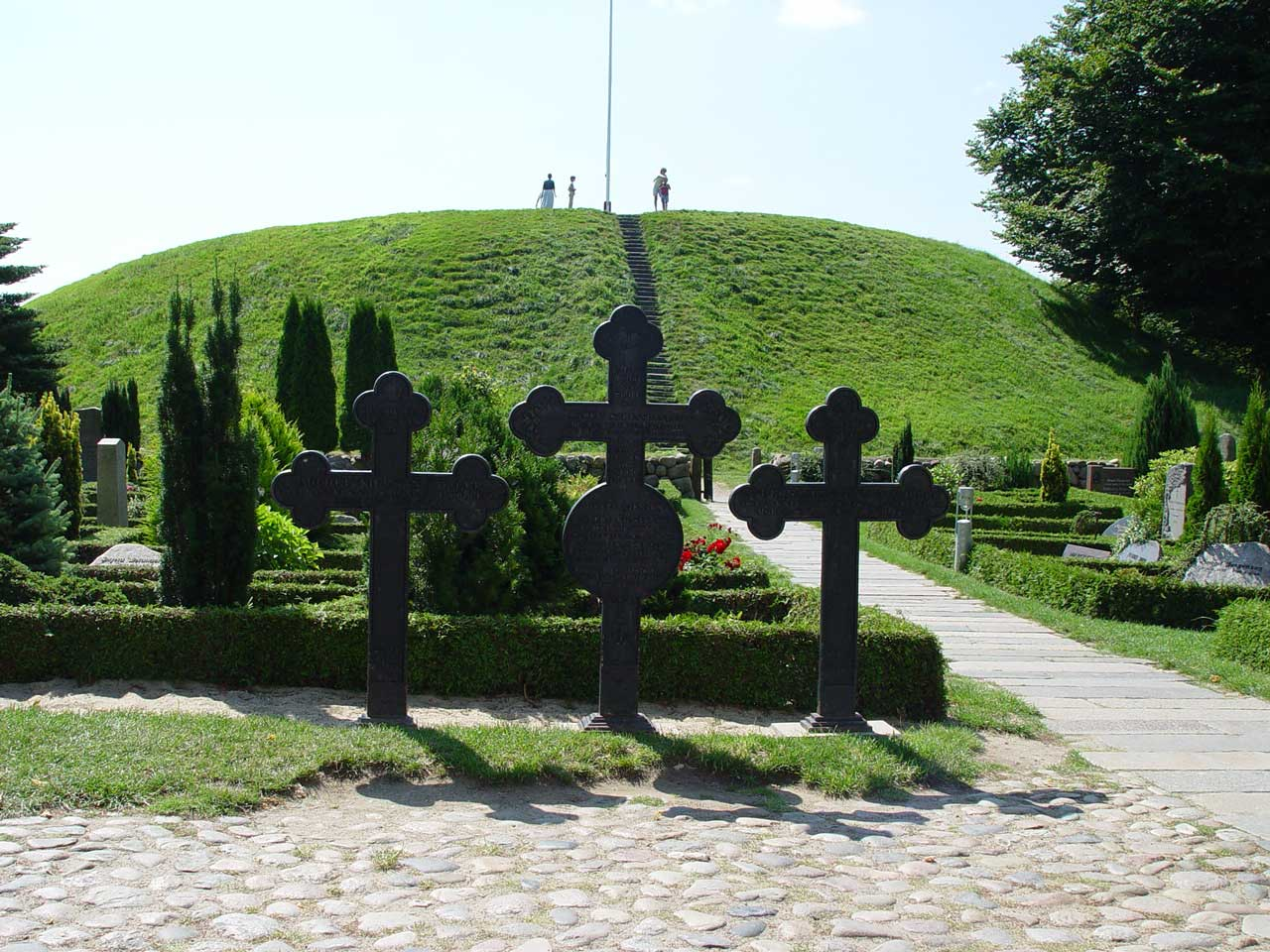
イェリング教会の敷地内にある墳墓。

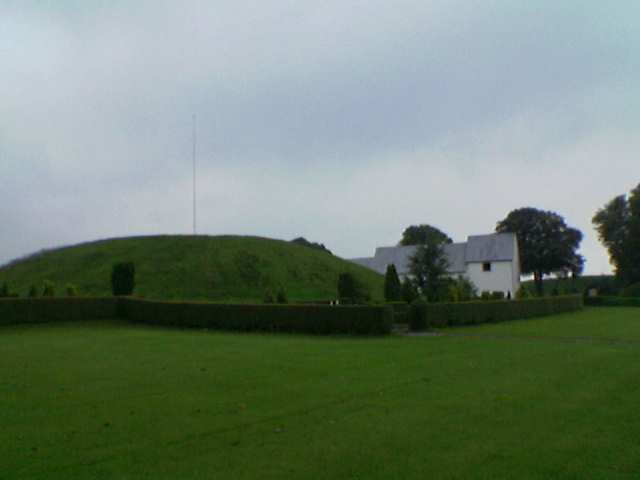
イェリング教会敷地内にある北側の墳墓と教会。

イェリング（Jelling）は、ユトランド半島ヴァイレ基礎自治体（Vejle municipality）にある村。かつてはヴァイキングの玉座が設けられていたが、今日は小さな町である。
イェリングには900年代後期に作られた2基の大墳墓がある。うち北側の墳墓はゴーム老王（Gorm the Old）の墓であると考えられており、木棺が埋められていたが中には銀杯などわずかな副葬品しか発見されなかった。南側の墳墓には棺すら埋められていなかった。この遺跡は謎に包まれているが、昔から、この地に教会と大きなルーン石碑を建立したハーラル1世（ハーラル青歯王）の両親ゴーム王とチューラ王妃に関係があるとされている。教会の中央にあたる場所の床下に男性が埋葬された痕跡が発見されており、これはゴーム王が改葬された名残と解釈されている。チューラ王妃とされるものはまだ発見されていない。
ハーラル王は大きな一枚岩イェリングの石碑に、以下のような碑文をルーン文字で刻ませた。
「ハーラル王は父のゴーム王と母チューラを記念しこの記念碑を作らせた。ハーラルはデンマーク、ノルウェーを勝ち取り、デーン人をキリスト教に改宗させた。」
これは「デンマークのキリスト教化」の宣言として知られており、イェリングの石碑はデンマークでもっとも有名なルーン碑文の1つである。